# Acanthurus blochii
Acanthurus blochii  (лат.) ― вид морских лучепёрых рыб из семейства хирурговых. Максимальная длина рыбы достигает 45 сантиметров. Она обитает в Индо-Тихоокеанском регионе, на глубине от 2 до 15 метров. Взрослых особей можно встретить во внешних лагунах и на рифах с водорослями, небольшими группами. Питается водорослями.